# Kiminginjärvi (sjö i Karstula, Mellersta Finland, Finland)
Kiminginjärvi är en sjö i Finland. Den ligger i kommunen Karstula i landskapet Mellersta Finland, i den centrala delen av landet, 300 km norr om huvudstaden Helsingfors. Kiminginjärvi ligger 150,4 meter över havet. Den ligger vid sjön Kyyjärvi. I omgivningarna runt Kiminginjärvi växer i huvudsak blandskog. Den är 5,4 meter djup. Arean är 1,5 kvadratkilometer och strandlinjen är 7,23 kilometer lång. Sjön  ingår i Kymmene älvs huvudavrinningsområde. 